# Horicon (Nowy Jork)
Horicon – miasto w Stanach Zjednoczonych, w stanie Nowy Jork, w hrabstwie Warren.